# Интелектуална зрелост
Интелектуална зрелост је степен интелектуалне развијености особе који одговара узрасту на којем се она налази, или менталном функционисању нормалне одрасле особе. Интелектуална зрелост одрасле особе подразумева да је интелектуална делатност достигла степен формалних операција, да је мишљење реалистичко и објективно, да је закључивање логично и рационално, као и да је суђење о другим људима и себи самом ослобођено пројекција, стереотипија, идеализације и предрасуда.